# Asteroideae
Asteroideae é uma subfamília vegetal das Asteraceae.
Engloba os géneros Santolina, Artemisia, Cynara, Chamomilla, Helianthus e Matricaria.